# جرادا هيرمينا ماريوس
جرادا هيرمينا ماريوس أو جي إتش ماريوس ولدت في7 يونيو 1854 وتوفيت8 نوفمبر 1919 كانت كاتبة ورسامة هولندية .
ولد ماريوس في هينجيلو ولكن تم تدريبه على يد جان سترينينج 1827-1903 في ديفينتر.  انتقلت بعد ذلك إلى أمستردام حيث تدربت على يد أوغست أليبي  في عام 1883 إستقرت في لاهاي حيث أصبحت ناقدة فنية بالإضافة إلى استمرارها في الرسم والتلوين كعضوةفي استوديو بولشري. عاشت مع عائلة شقيقهاوبعد وفاته عام 1903.بقيت في المنزل مع عائلته الباقية على قيد الحياة وكسبت لقمة عيشها من كتبها التي لاقت إستحسانًا